# Fauteuil Paimio
 (janvier 2015).
Le Fauteuil 41, plus communément appelé Fauteuil Paimio, est une des premières créations d’Alvar Aalto, architecte, dessinateur, urbaniste et designer finlandais.
Dessiné en 1932, ce fauteuil illustre la polyvalence et le sens humaniste du style moderne, reconnue pour l’application rationaliste des nouvelles techniques industrielles aux arts appliquées.

## Caractéristiques
- Matériaux : bouleau stratifié contreplaqué moulé. Côtés laqués ; siège laqué ou peint en blanc, noir ou gris
- Dimensions (cm) :
  - Hauteur : 64
  - Hauteur de siège : 33
  - Largeur : 60
  - Profondeur : 80

## Description
Inspirée de l'Art nouveau, la chaise de Paimio comporte des pieds prolongés au-dessus de l'assise (formant ainsi des accoudoirs et supportant la pièce contre-plaquée à deux endroits différents) grâce à deux rubans fermés de placage stratifié unis par des rails transversaux solides, qui supportent un siège incurvé en forme de S. Dans une recherche de réduction optimale, l’assise et le dossier forment une monopièce moulée avec des courbes plus prononcées aux extrémités. Ces courbes projettent le siège hors de la trame et donnent, en conjonction avec les perforations horizontales du dossier, une résilience flexible. Tous les composants  sont faits par couches de placage de 3 mm et de colle au-dessus d’une forme pour réaliser les diverses courbes. L’assemblage de la chaise n’est pas apparent à l’œil.

## Conception
Dès 1927, en étroite collaboration avec l’ébéniste Otto Korhonen (Huonekalu- ja Rakennustyötehdas), Aalto explore les possibilités du bois lamellé-collé. Avant ce jour, la structure tubulaire avait dominé la conception du mobilier, mais Aalto comprend le bois comme « inspirateur des formes et un matériel profondément humain ». Ensemble, ils testent différentes essences de bois, différentes colles et observent les déformations au séchage ... Inspiré par les créations de Breuer et de Thonet, Aalto met finalement au point un procédé innovant : il pratique dans le bois, sur la partie à plier, des rainures longitudinales dans lesquelles il insère, avant collage, des lamelles de contreplaqué. Elles confèrent aux pieds la résistance et la souplesse nécessaire permettant d'obtenir une courbe de plus de 90 degrés. C’est ainsi, à la suite de nombreuses recherches dans les possibilités du bois, que la « chaise de Paimio » voit le jour.
Sa première apparition se fit à l’exposition d’Helsinki. La nouvelle création provoqua peu de réaction dans la presse finlandaise, jusqu’à ce qu’Aalto profite de la conception du sanatorium pour tuberculeux à Paimio. Le sanatorium est un projet dans lequel plusieurs de ses idées en matière d’aménagement se rattachent et l’association de la chaise au sanatorium suscita une attention méritée au niveau international[réf. souhaitée]. 
Organique, tout en lignes et en volumes fluides et proche de la nature par ses matériaux, le fauteuil s’adapte à l’objectif d’offrir aux patients une position idéale. La forme générale est parfaitement adaptée à la fonction. Selon Aalto, l’angle entre le siège et le dossier devait faciliter la respiration du patient et le faire profiter au maximum des rayons du soleil durant sa cure. De plus, la dimension hygiénique a été exploitée dans le traitement du bois de l’assise/dossier. Le laqué, offrant une surface lisse, et la forme continue sans angles permettent un entretien facile. L’absence d’ornementation découle du courant moderniste, où l’esthétique est définie par l’expression seule des matériaux.
La véritable invention d’Aalto fut le pied en bois lamellé-collé courbé. Il l’appelait lui-même « la petite sœur de la colonne », car son invention a changé le style de son mobilier aussi clairement que les colonnes de styles Dorique, Ionique et Corinthien ont marqué l’architecture.

## Aujourd’hui
La création, en 1935, de la société Artek a permis la vente et la commercialisation de manière beaucoup plus efficaces que  la modeste usine Korhonen. Aujourd’hui encore les structures de pieds et d'accoudoirs en bois cintré sont fabriquées par collage successif de couches de bois massif spécialement moulé. L’assemblage et la finition sont encore assurés manuellement.
Cette chaise fait désormais partie du fonds de la collection du MoMA et elle est en production par Artek.